# Klonoa Beach Volleyball
Klonoa Beach Volleyball es un spin-off de deportes de los videojuegos de Klonoa, lanzado como un título presupuestario en los últimos años de la PlayStation. Su lanzamiento fue en 2002, limitado sólo a Japón y Europa. Cuenta con los personajes del juego de PlayStation y de Game Boy Advance. Y puede ser considerado lo más probable como un juego ilógico, en ese sentido, ya que muchos de estos personajes nunca se encontrarían en la historia original.
Este también es el primer título de Klonoa con características de un modo multijugador, que permite hasta cuatro jugadores para competir en parejas contra el otro equipo. El juego también permite el intercambio de control, los jugadores no deben estar en posesión de un multi-tap.